# 難忘的鳳凰橋
《難忘的鳳凰橋》，是一部1963年的台語電影，導演徐守仁、編劇吳影，由白蘭、馬沙、林琳、戽斗、矮仔財主演，1963年以新竹環湖橋為故事的重要場景，在當時叫好又叫座。甚至使得電影取景的環湖橋，其名稱也在後來改稱為鳳凰橋。

## 劇情大綱
故事主軸是一位新竹女中學生與一個窮畫家在鳳凰橋相遇相戀的故事，但女方家人反對兩人交往，因此窮畫家傷心的離開新竹到台北，之後與一位女護士結婚，可是女主角已懷有身孕且生下一女，在得知男主角結婚之後本欲尋死，後在電台唱出「難忘的鳳凰橋」歌曲，兩人最後在鳳凰橋碰面，最終有情人終成眷屬。

## 人物角色
| 角色名稱 | 演員   | 備註                 |
| -------- | ------ | -------------------- |
| 蔡麗美   | 白蘭   | 女主角               |
| 陳清平   | 馬沙   | 男主角               |
| 王嬌霞   | 林琳   |                      |
| 蔡老福   | 矮仔財 | 蔡麗美的父親         |
| 郭登雄   | 戽斗   |                      |
| 小玲     |        | 蔡麗美、陳清平的女兒 |
|          | 脫線   |                      |

## 外部連結
- 豆瓣电影上《難忘的鳳凰橋》的資料 （简体中文）